# Fiorinia nachiensis
Fiorinia nachiensis är en insektsart som beskrevs av Takahashi 1956. Fiorinia nachiensis ingår i släktet Fiorinia och familjen pansarsköldlöss. Inga underarter finns listade i Catalogue of Life.